# Predsjednik Republike Azerbajdžana
Predsjednik Republike Azerbajdžana je poglavar države i prema Ustavu te zemlje utjelovljuje izvršnu vlast Azerbajdžana. Glavna dužnost predsjednika je predstavljati državu u inozemstvu, upravljati vanjskim političkim aktivnostima, obavljati pregovore i sklapati međunarodne ugovore u ime Azerbajdžana. Predsjednik ujedno obavlja i funkciju vrhovnog zapovjednika oružanih snaga Azerbajdžana.
Bira se izravno na izborima, na petogodišnji mandat s mogućnošću reizbora na novi mandat.

## PredsjedniciAzerbajdžana(od 1991.)
| # | Ime                  | Fotografija | Početak mandata     | Kraj mandata        | Politička stranka (u vrijeme inauguracije) |
| - | -------------------- | ----------- | ------------------- | ------------------- | ------------------------------------------ |
| 1 | Ajaz Mutalibov       |             | 30. kolovoza 1991.  | 6. ožujka 1992.     | nezavisni kandidat                         |
| — | Jagub Mamedov (v.d.) |             | 6. ožujka 1992.     | 14. svibnja 1992.   | nezavisni kandidat                         |
| — | Ajaz Mutalibov       |             | 14. svibnja 1992.   | 18. svibnja 1992.   | nezavisni kandidat                         |
| — | Isa Gambarov (v.d.)  |             | 19. svibnja 1992.   | 16. lipnja 1992.    | Narodni Front Azerbajdžana                 |
| 2 | Abuljfaz Elčibej     |             | 16. lipnja 1992.    | 1. rujna 1993.      | Narodni Front Azerbajdžana                 |
| 3 | Hejdar Alijev        |             | 3. listopada 1993.  | 31. listopada 2003. | Novi Azerbajdžan                           |
| 4 | Ilham Alijev         |             | 31. listopada 2003. | trenutačno          | Novi Azerbajdžan                           |

## Posljednji izbori
| Azerbajdžanski predsjednički izbori 2008. | Azerbajdžanski predsjednički izbori 2008. | Azerbajdžanski predsjednički izbori 2008. | Azerbajdžanski predsjednički izbori 2008. | Azerbajdžanski predsjednički izbori 2008. |
| Politička stranka                         | Politička stranka                         | Kandidat                                  | Glasovi                                   | Postotak                                  |
| ----------------------------------------- | ----------------------------------------- | ----------------------------------------- | ----------------------------------------- | ----------------------------------------- |
|                                           | Novi Azerbajdžan                          | Ilham Alijev                              | 3,232.259                                 | 87,34%                                    |
|                                           | Nada za Azerbajdžan                       | Igbal Agazade                             | 104.279                                   | 2,82%                                     |
|                                           | Stranka reda                              | Fazil Mustafajev                          | 89.985                                    | 2,43%                                     |
|                                           | Sve Azerski Nacionalni Front              | Gudrat Hasangulijev                       | 83.037                                    | 2,24%                                     |
|                                           | nezavisni kandidat                        | Gulamhusein Alibajli                      | 81.120                                    | 2,19%                                     |
|                                           | Liberalno demokratska stranka             | Fuad Alijev                               | 28.423                                    | 0,77%                                     |
|                                           | Stranka jednakosti                        | Hafiz Adžijev                             | 23.771                                    | 0,64%                                     |
| Neispravnih listića                       | Neispravnih listića                       | Neispravnih listića                       | 57.760                                    | 1,56%                                     |
| Ukupno glasača                            | Ukupno glasača                            | Ukupno glasača                            | 3.700.634                                 | 100,00%                                   |
| Odaziv glasača                            | Odaziv glasača                            | Odaziv glasača                            | 75,64%                                    | 75,64%                                    |

## Vanjske poveznice
- Kabinet predsjednika Azerbajdžana